# Бадия Калавена
Бадѝя Калавѐна (на италиански: Badia Calavena; на венециански: Badia, Бадия) е малко градче и община в Северна Италия, провинция Верона, регион Венето. Разположено е на 470 m надморска височина. Населението на общината е 2694 души (към 2015 г.).